# Pentti Korhonen
Pentti Sakkari Korhonen (Rantasalmi, 14 juni 1951) is een Fins voormalig motorcoureur. Hij is eenmalig Grand Prix-winnaar in het wereldkampioenschap wegrace.

## Carrière
Korhonen begon zijn motorsportcarrière in het ijsracen op zeventienjarige leeftijd in Kuopio op een Yamaha. Het daaropvolgende jaar, in 1969, debuteerde hij in de 250 cc-klasse van het wereldkampioenschap wegrace in zijn thuisrace, eveneens op een Yamaha, en eindigde hierin als zevende. Later dat jaar won hij de Pyynikki TT op het Pyynikki Circuit. In 1970 werd hij wederom zevende in zijn thuis-GP. In 1972 werd hij kampioen in het Finse 500 cc-kampioenschap. Ook debuteerde hij in het WK 500 cc in zijn thuisrace, waarin hij zesde werd.
In 1973 reed Korhonen in twee races van het WK 250 cc, met een zevende plaats in Duitsland als beste resultaat. Ook debuteerde hij in het WK 350 cc, waarin hij vier races reed. Hierin behaalde hij een podiumplaats in Duitsland en met 25 punten werd hij tiende in de eindstand. In 1974 reed hij in vier races van de 250 cc, waarin hij in Spanje op het podium stond, in zes races van de 350 cc, met een podiumfinish in Zweden, en in zeven races van de 500 cc, waarin hij eveneens in Zweden een podiumplaats behaalde. Hij werd respectievelijk tiende, zevende en achtste in het klassement.
In 1975 reed Korhonen een volledig seizoen in het WK 350 cc. Hij behaalde podiumplaatsen in de Grand Prix van Duitsland en de TT van Assen, voordat hij in de seizoensfinale in Joegoslavië zijn enige Grand Prix-zege behaalde. Met 48 punten werd hij achter Johnny Cecotto en Giacomo Agostini derde in de eindstand. Dat jaar reed hij ook in zes 250 cc-races, met een zesde plaats in Assen als beste resultaat, en vijf 500 cc-races, waarin een zesde plaats in Zweden zijn enige finish was. In 1976 lag zijn focus op het WK 250 cc, waarin hij in Frankrijk en Italië twee podiumplaatsen behaalde. Ook startte hij in Zweden vanaf pole position. Met 47 punten werd hij vijfde in de rangschikking. In de 350 cc reed hij drie races, met twee vierde plaatsen in Italië en Tsjecho-Slowakije als beste resultaten, en in de 500 cc reed hij drie races, waarin hij geen enkele keer aan de finish kwam. Ook werd hij, samen met Christian Estrosi, tweede in de 1000 kilometer van Mugello.
In 1977 reed Korhonen in zowel de 250 cc als de 350 cc. In de 250 cc was een vierde plaats in de seizoensopener in Venezuela zijn beste resultaat, waardoor hij met 15 punten zestiende werd in de eindstand. In de 350 cc behaalde hij twee vierde plaatsen in Venezuela en Tsjecho-Slowakije en werd hij met 20 punten dertiende. Verder werd hij door Honda aangesteld als fabriekscoureur in het Europees kampioenschap endurance. Samen met Christian Huguet werd hij vijfde in het klassement. Hij won de 24 uur van Montjuïc, werd derde in de Bol d'Or en eindigde als tweede in de 500 mijl van Thruxton.
In 1978 nam Korhonen wederom als fulltime coureur deel in de 250 cc en 350 cc-klasses. In de 250 cc was een zesde plaats in de TT van Assen zijn beste resultaat, waardoor hij met 10 punten negentiende werd in de eindstand. In de 350 cc was een vierde plaats zijn hoogste klassering, die hij ook in Assen behaalde. Met 20 punten werd hij elfdde in het klassement. Daarnaast reed hij in Spanje zijn laatste race in het WK 500 cc; het was zijn enige Grand Prix waarin hij niet op een Yamaha reed, maar op een Suzuki. Hij kwam niet aan de finish. In 1979 reed hij zijn laatste seizoen in zowel de 250 cc als in de 350 cc. In de 250 cc was een zesde plaats in zijn thuisrace zijn beste resultaat, waardoor hij met 9 punten op plaats 21 eindigde. In de 350 cc scoorde hij, eveneens in zijn thuisrace, een podiumplaats en werd zo met 17 punten twaalfde in het klassement.
Na zijn motorsportcarrière opende Korhonen, samen met zijn vrouw, een hotel-restaurant in Konnevesi. Ook werkte hij in verschillende posities voor de Finse motorsportbond. Ook verscheen hij regelmatig tijdens evenementen waarbij oude motorfietsen centraal staan, waarbij hij altijd op Yamaha's reed.